# مقاطعة منوجان
مقاطعة منوجان (بالفارسية: شهرستان منوجان) هي إحدى مقاطعات محافظة كرمان في إيران. عاصمة المقاطعة هي منوجان. حسب تعداد 2006، بلغ عدد السكان 63,270 نسمة في 13,361 عائلة.